# Strizivojna
Strizivojna – wieś w Chorwacji, w żupanii osijecko-barańskiej, w gminie Strizivojna. W 2011 roku liczyła 2525 mieszkańców.